# Club Sportivo Belgrano
El Club Sportivo Belgrano es una institución deportiva de la ciudad de San Francisco, provincia de Córdoba, Argentina, cuyo equipo de fútbol masculino participa, desde la temporada 2016, en el Torneo Federal A, organizado por el Consejo Federal, órgano interno de la Asociación del Fútbol Argentino, a la que el club se encuentra indirectamente afiliado. 
Fue fundado el 15 de abril de 1914, cuando un grupo de jóvenes resolvieron crear una nueva institución deportiva. Cuando todos estuvieron de acuerdo con proceder a la fundación, comenzaron a buscar el nombre más apropiado y, en medio de un desbordante entusiasmo, uno de los integrantes mencionó -observando al cielo- el nombre del prócer Manuel Belgrano. Así, en medio de la vieja plaza Vélez Sársfield, nació el club.

## Rivalidades
Sportivo Belgrano tiene rivalidad con Antártida Argentina (San Francisco) con el que disputa el clásico de la ciudad; con Alumni (Villa María) y Estudiantes (Río Cuarto) clásicos del interior de la provincia y a nivel regional con 9 de Julio (Morteros) con el cual disputó importantes encuentros en torneos de la Liga Regional y de A.F.A.; también tiene rivalidad con equipos de la ciudad de Córdoba  como Talleres, Belgrano, Instituto y Racing pero más con este último ya que con los otros no se enfrentó mucho en los últimos 35 o 40 años por estar en diferentes categorías. Con Talleres entre el 2009 y el 2014 compartió la misma divisional (Argentino A y B Nacional).

## Historia

### Los primeros pasos
El debut de Sportivo Belgrano en el fútbol local de la Liga Regional de Fútbol San Francisco se produjo nada menos que con Tiro y Gimnasia, su clásico rival sanfrascisqueño. El partido finalizó igualado en dos goles. Integraban el once inicial: Simón Olivero; Sebastián Tomé y Francisco Robledo; Ramón Gómez, Rufino Tomé y Ángel Aimetta; Juan Bonacossa, Alberto Aimetta, Alfredo Scocco, Cristóbal Faust y Juan Rosetti. El capitán del equipo, por una década, fue Cristóbal Faust, uno de los primeros jugadores en utilizar botines especiales para fútbol, en épocas en que lo común era utilizar alpargatas o calzados de uso diario.
En 1916 tuvo la primera gran satisfacción: ganarle a Atlético de Rafaela como visitante por 2 a 0. Ese mismo año, un combinado con jugadores de Estudiantil, Tiro y Sportivo actuó por primera vez en Córdoba, contra la Liga Cordobesa. Vencieron por 4 a 2. En 1918 el intendente Paz Casas cedió el terreno en la Plaza Vélez Sársfield. Allí se construyó una cancha de fútbol con tribunas, una cancha de pelota paleta, canchas de tenis y básquet y una pista para competencias ciclísticas.
Había otro problema latente. Era frecuente las veces en que los rivales vestían los mismos colores azul y blanco. Se resolvió cambiar los mismos y así fueron puestos a votación los colores rojo y verde. Triunfaron los primeros. Pero parecía que el destino le tenía reservado el color verde, ya que al ir a jugar el primer partido con camiseta roja, su rival también la vestía, de manera que hubo necesidad de cambiar de casaca y como se había comprado un juego de color verde, Sportivo Belgrano salió a la cancha con ella y la adoptó definitivamente.

### Los años 20 y 30
En 1922, San Isidro, Sportivo, Tiro, Once Granaderos y Sociedad Sportiva Devoto, intervinieron en la Fundación de la Liga Regional de Fútbol de San Francisco. La Liga tuvo su esplendor en 1931, al disputar el campeonato argentino. Sus principales valores fueron de inmediato tentados por el profesionalismo: Cagnotti, Guzmán, Rodríguez, Poletto y Arpino partieron hacia Rosario y Buenos Aires.

### El profesionalismo

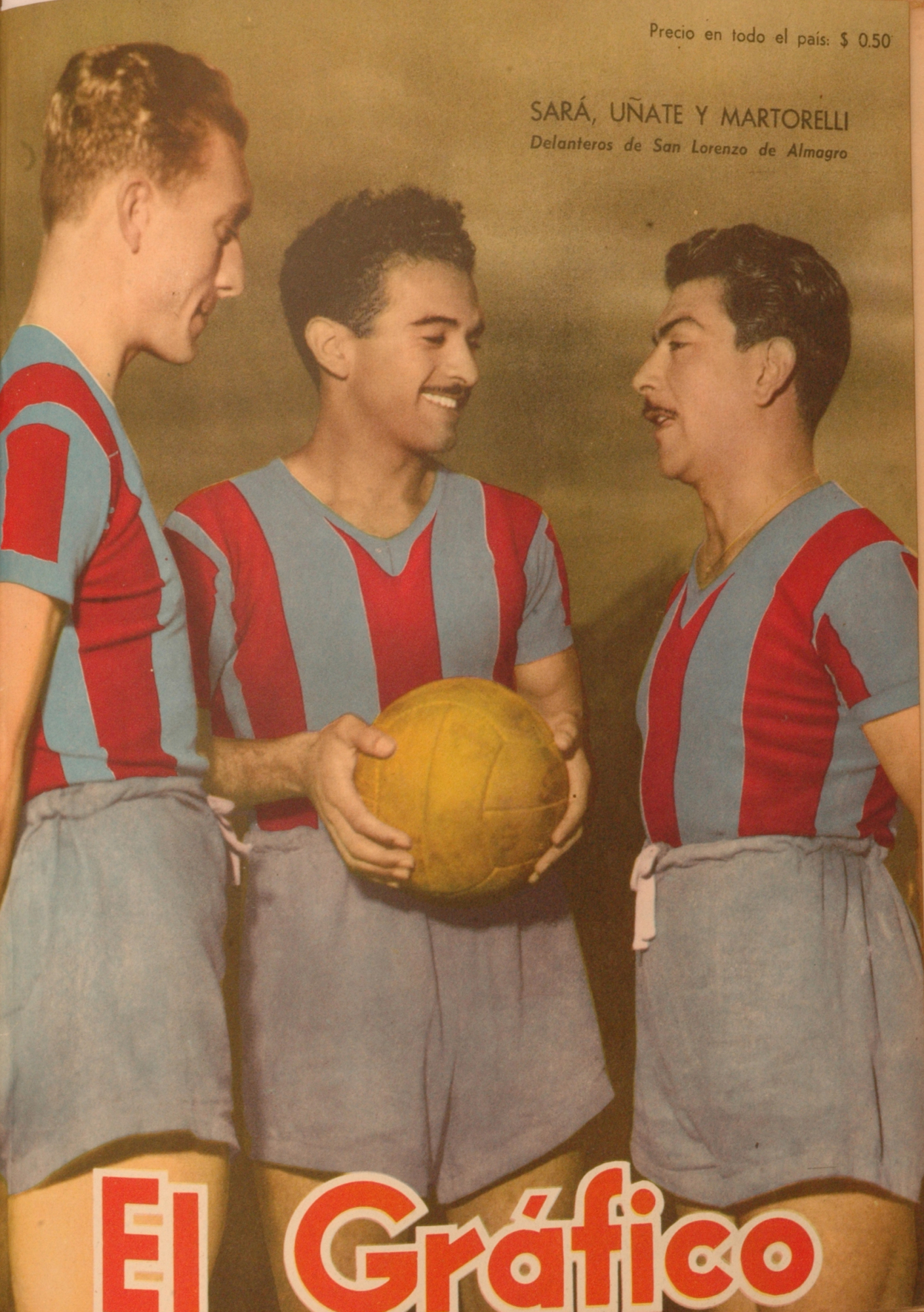
Sará, Uñate y Martorelli en 1949.

Sportivo disputó su primer partido profesional frente a 9 de Julio de Rafaela, el 12 de marzo de 1933, a quien derrotaron 3 a 2. Integraron ese equipo: Montali; Córdoba y Berón; Carabajal, Gazzera y Bevacqua; Aimaretti, Sánchez, Rossetti, Biancotti e Ibarra. En su primera campaña profesional, jugó 22 partidos, de los cuales ganó 16, empató 2 y perdió 4. El 4 de febrero de 1937, desarrollándose el corso de carnaval, se tuvo la noticia del incendio de la tribuna de Sportivo, que quedó completamente destruida. Los seguros cubrieron hasta la suma de $ 20.000, una cantidad respetable para la época. Cuando el intendente Villafañe resolvió asignar los terrenos de la Plaza Vélez Sársfield para plaza pública, con la indemnización Sportivo compró en Barrio Alberione la superficie que hoy ocupa.
En 1940 se afilia a la Liga Cordobesa de Fútbol. En 1945, Sportivo Belgrano se clasificó campeón por primera vez en dicha liga, al obtener el Torneo Preparación de fútbol. Jugaban: Sosa, Goncebat, Gagliardo, Tenuta, López, Paradella, Tisera, Maigán, Odasso, Biancotti, Valentini, Benavento y Ginelli, siendo el DT Pedro Rodríguez.
En 1949 se vivió un hecho inusual: el club transfirió su delantera completa (Sará, Uñate, Martorelli, Odasso y Ludueña) a San Lorenzo de Almagro. Pero además, otros jugadores “verdes” militaban en equipos afistas: Peñalva, Luengo, Botto, Geronis, Bissutti y Sosa.
El 11 de septiembre de ese mismo año se concretó la mayor goleada de Sportivo en su historia: venció 20 a 0 a Lavalle, ya que disgustados con la actuación arbitral, los cordobeses se cruzaron de brazos e, impasibles, permitieron que su valla fuese reiteradamente vulnerada.
Sportivo Belgrano se clasificó campeón por segunda vez en el año 1954, en el Certamen Preparación de la Liga Cordobesa de Fútbol. Integraban el equipo ganador Martínez, Murta, Zanutigh, Gutiérrez, Medrano, Zárate, Palacios, Koroch, Montalbetti, Luna, Quintana, Bracamonte, Valentín, Carrasco Fernández, Funes, Vivas, Aguirre, Santillán, Vázquez y Aragón. Recién en el año 1956 alcanzó el ansiado título de campeón del certamen oficial y reiteró dicho lauro en 1959.
Los equipos victoriosos los integraron, en el primer caso, Cacciago, Gutiérrez, Santángelo, Baigorria, García, Moreira, Peralta, Palacios, Aguirre, Negrini, Urán, Ludueña, Benítez, Córdoba, Pérez, Murta, Zanutigh, Montalbetti, Batisttura, Volpe, Farsi, Lamerla, Mazariego, Vázquez, Ferranti, Pellegrini, Ticera, Torres, Bellis, Koroch y Funes.
En 1959, el campeón integraba a Bertoni, Murta, Laferla, Aguirre, Colombo, Caro, Benítez, Alarcón, Rodríguez, Gay, Peludé, Mallo, Ambroggio, Ponce, Echeverría, Pereyra, Del Grande, Bonacossa, Mellit, Aimar, Franco y Bori. El D.T.  fue Alarcón.
Tres años después ganó el Campeonato Clausura con Navarro, Zanutigh, Ponce, Franco, Isabella, Colombo, Peludé, Carreño, Baldessarri, Villegas, Bonacossa, Faya, Caula, Cattáneo, Aguirre, Rizzuto, Arce y Paz. D.T.: Vidal.
El mejor año futbolístico fue 1968, ya que el equipo “verde” logró el selección de Primera División “A” y el campeonato de reserva. Jugaban entonces Gregorio, Leiva, Arabia, Garde, Simeone, Mendioza, Florindo, Bastida, Miguel, Pérez, Rodríguez, Baldessarri, Cortés, Cattáneo, Duarte, Oviedo, Guzmán, Gudiño, Tucci, Ferreyra, Bonacossa, Leonildo Bono, Bianco, Góngora, Páez, Sargentoni, Pomba, Rampa y Cardone. El D.T. era Ayala y el preparador físico Rossi.
La peor campaña fue en 1978 cuando, por primera vez en su historia, descendió a la Primera División “B”. Un año después, venciendo la oposición futbolística de los clubes de la división menor, que no querían viajar a San Francisco y la extrafutbolística de la Asociación Cordobesa de Fútbol, que avalaba estos reclamos, Sportivo Belgrano salió airoso del problema reglamentario y luego de ganar el torneo de ascenso, retornó a la Primera División.

### Las últimas décadas
En 1988 se consagró campeón del Provincial y de la Copa Gobernación, con este equipo: Piergentile, Posetto, Bianchiotti, Bringas, Grosso, Primo, Hernández, Tórtolo, Medina, Dutto e Hidalgo.
Ya en la década de 1990, en los últimos años de participación en la Liga Cordobesa de Fútbol, el "verde" obtuvo el Clausura 1994. Integraron el plantel campeón Romano, Posetto, Mansilla, Cortese, Esser, Medina, Hernández, Cavalleris, Dutto y López. Ganó asimismo el Clasificatorio 1997 y el certamen Oficial. Integraron esos equipos, entre otros, Juncos, Posetto, Mansilla, Cortesse, Casado, Hernández, Lencinas, Juárez, Rodríguez, Basualdo, López y Leani, en todos los casos bajo la conducción técnica de Nelsi Mina.
Después de siete años de múltiples dificultades y sin encontrar salida económica alguna, un grupo de personas se juntan y empiezan a trabajar para buscar inversores.
En el año 2003, la Comisión Directiva decide privatizar el fútbol del club, haciéndose cargo del mismo la empresa Balón S.A., presidida por el empresario Dr. Carlos Granero. A partir de ese momento, bajo la presidencia de un exjugador de la institución, Pablo Esser, comienza otra historia institucional y deportiva: consigue el ingreso al Torneo Argentino B y se arman equipos competitivos. Al mismo tiempo, se realizan importantes inversiones en infraestructura en el club.
El 14 de junio de 2009, Sportivo Belgrano vivió una de las jornadas más importantes y trascendentes de sus 95 años de historia, al lograr el ascenso al Torneo Argentino A, tras vencer a Gimnasia y Esgrima de Mendoza por 2 a 0 y superarlo en el global de la Promoción por 4 a 1. Gabriel Tomasini y Gabriel Luna lograron los goles del equipo comandado en ese entonces por Cristian Domizi y Nahuel Martínez. Tras ganar con comodidad la Zona 3 de la temporada regular del Torneo Argentino B –superando a El Linqueño, Defensores de Salto, Douglas Haig de Pergamino  y 9 de Julio y Tiro Federal de Morteros- el conjunto de San Francisco se impuso asimismo en la Zona B de la fase final, dejando atrás a El Linqueño, La Emilia y Sportivo Atlético.
Luego de ser derrotado por Unión de Mar del Plata en las finales (3 a 2 en el global), Sportivo Belgrano superó al "lobo" mendocino en la promoción y logró el ascenso (4 a 1 el global) al torneo Argentino A, donde se enfrenta a los clubes más grandes de la categoría, como el Club Atlético San Martín (Tucumán), Club Atlético Talleres (Córdoba) y el Club Atlético Racing (Córdoba).
El año 2013 fue el más exitoso para dicha institución. Tras jugar el undecagonal final del torneo Argentino A, en el que terminó segundo, debió disputar las fases eliminatorias en la que llegó a la final contra Santamarina de Tandil. El encuentro de ida como visitante terminó 0 a 0 y el de vuelta, en el Oscar C. Boero con más de 15.000 aficionados, finalizó en un dramático empate 1 a 1, con goles de Román Strada a los 39 minutos del segundo tiempo y de Juan Manuel Aróstegui de penal, a los 48 minutos del segundo tiempo. Este gol, que será recordado por siempre por los hinchas sanfrancisqueños, decreta el ascenso a la Primera B Nacional por ventaja deportiva, el día domingo 30 de junio de 2013.

## Presidentes
| Presidente            | Periodo de Gestión |
| --------------------- | ------------------ |
| Juan Rosetti          | 1914 - 1920        |
| Santos Moreno         | 1920 - 1922        |
| Tristán Paz Casas     | 1922 - 1924        |
| Pedro Castellano      | 1924 - 1928        |
| Juan Aimetta          | 1928 - 1931        |
| Raúl Villafañe        | 1931 - 1935        |
| Juan Balkenende       | 1935 - 1937        |
| Luis Moreno           | 1937 - 1938        |
| Juan Carosino         | 1938 - 1940        |
| Oscar Carlos Boero    | 1940 - 1957        |
| Alejandro Cleri       | 1958 - 1962        |
| Ambrosio Aimar        | 1962 - 1964        |
| Alejandro Cleri       | 1964 - 1966        |
| Osvaldo Stiefkens     | 1966 - 1968        |
| Adolfo Riera          | 1968 - 1970        |
| Luis Cornaglia        | 1970 - 1971        |
| Nilo Almada           | 1971 – 1973        |
| Francisco Casuscelli  | 1973 - 1976        |
| Osvaldo Jaluf         | 1976 - 1977        |
| Jorge Argenti         | 1977 - 1978        |
| Italo Alemani         | 1978 - 1982        |
| Omar Marengo          | 1982 - 1985        |
| Omar Pizzi            | 1985 - 1987        |
| Omar Marengo          | 1987 – 1988        |
| Daniel Gramoy         | 1988-1991          |
| Florentino Orquera    | 1992               |
| Roberto Colombatti    | 1992 - 1995        |
| Néstor Caudana        | 1995 - 1997        |
| Víctor Bonino         | 1997 - 1998        |
| Jorge Lescano         | 1998-1999          |
| Carlos Martelli       | 1999-2002          |
| Pablo Esser           | 2003-2007          |
| Rubén Boetto          | 2007-2016          |
| Rubén Finetti         | 2016-2019          |
| Pablo Esser           | 2019-2020          |
| Juan Manuel Aróstegui | 2020-presente      |

### Comisión Directiva Sportivo belgrano 2019-presente
- Presidente: Juan Manuel Aróstegui
- Vicepresidente: Pablo Terraf
- Vicepresidente 2º: Marcos Bartolomeo
- Secretario General: Hernán Bernarte
- Prosecretario General: Jorge Oliva
- Tesorero: Franco Balkenende
- Protesorero: Sebastián Buttignol
- Protesorero: Pablo Terraf
- Secretario de Prensa y Difusión: Federico Sottano
- Vocales titulares: Oreste Gaido, Edgardo Scocco, Pablo Terraf
- Vocales suplentes: Marcos Bartolomeo, Nancy Marrone y Gastón Martelotto
- Revisores de cuentas titulares: Francisco Muratore, Juan Dalbecio y Ezequiel Trossero
- Revisores de cuentas suplentes: Luciano Sánchez, Paola Durán y Andrés Peralta.

## Uniforme
•	Uniforme titular: Camiseta verde, pantalón y medias verdes 
•	Uniforme alternativo: Camiseta blanca, pantalón y medias blancas
•	Uniforme alternativo: Camiseta negra, pantalón y medias negras
| Período          | Proveedor     |
| ---------------- | ------------- |
| 1980-1985        | Zeus          |
| 1986-1987        | Adidas        |
| 1988-1992        | Nanque        |
| 1993-1997        | Uhlsport      |
| 1997-2000        | Penalty       |
| 2000-2004        | DRB Dribbling |
| 2004-2006        | Jorojos       |
| 2006-2012        | Solo Gol      |
| 2012-2014        | Sport 2000    |
| 2014-2015        | Sport Lyon    |
| 2016-2017        | Sport 2000    |
| 2017-2023        | Qalzo         |
| 2024- Actualidad | IFK Sports    |

| Período         | Proveedor                                                                                              |
| --------------- | --- |
| 1980-1985       | Zeus                                                                                                   |
| 1986-1989       | Mandatos Argentinos                                                                                    |
| 1990-1992       | CBSé                                                                                                   |
| 1993-1995       | Canal 4 Cablevisión                                                                                    |
| 1996-1998       | Provencred                                                                                             |
| 1999-2002       | CBSé                                                                                                   |
| 2002-2003       | Sachs                                                                                                  |
| 2003-2006       | Sachs; Banco de Córdoba                                                                                |
| 2006-2008       | Cesca S.A.; Banco de Córdoba; Pintureria Boetto                                                        |
| 2008-2010       | Sachs; Cesca S.A.                                                                                      |
| 2010-2012       | Hipermercado Anselmi; La Voz de San Justo                                                              |
| 2012-2013       | Hipermercado Anselmi; Cocinas Florencia; Singer; La Cumbrecita; La Voz de San Justo                    |
| 2013-2014       | La Cumbrecita; Cocinas Florencia; Pauny; El Norte Seguros; Hipermercado Anselmi                        |
| 2015-2016       | Banco de Córdoba; Pauny; El Norte Seguros; Hipermercado Anselmi                                        |
| 2016-2017       | Pauny; El Norte Seguros; Banco de Córdoba; Lotería de Córdoba                                          |
| 2017-2021       | Axion Hidrogúas; Pauny; Banco de Córdoba; El Norte Seguros; Lotería de Córdoba                         |
| 2021            | Gaviglio; Axion Hidrogúas; Banco de Córdoba; El Norte Seguros; Lotería de Córdoba                      |
| 2022            | Gaviglio; Axion Hidrogúas; Banco de Córdoba; Agroideas; El Norte Seguros; Lotería de Córdoba           |
| 2023-Actualidad | Agroideas; Gaviglio; Axionlift; Banco de Córdoba; Agronorte; El Norte Seguros; Lotería de Córdoba      |
| 2023-Actualidad | Agroideas; Gaviglio; Axionlift; Banco de Córdoba; Agronorte; El Norte Seguros; Lotería de Córdoba      |
| 2024-Actualidad | Agroideas; Gaviglio; Axionlift; Banco de Córdoba; BKT; Agronorte; El Norte Seguros; Lotería de Córdoba |

## Estadio

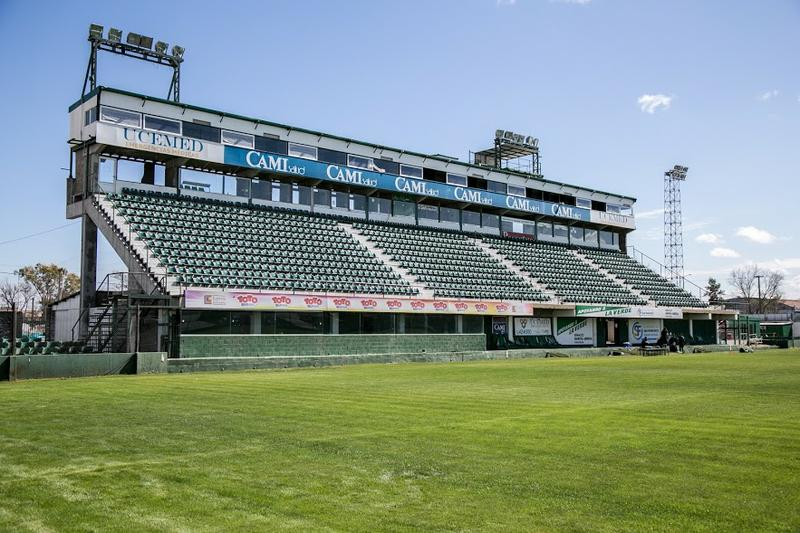
Sportivo Belgrano

El primer campo de juego de Sportivo Belgrano fue alquilado a Carlos Borgia y estaba ubicado en la intersección de las calles Brasil, Independencia, Mitre y Cabrera. Posteriormente, la se mudó al área que, en la actualidad, ocupa la Plaza Vélez Sársfield. Al tiempo se trasladó a su enclave definitivo, en el Barrio Alberione, sobre la Avenida Rosario de Santa Fe (Ruta Nacional 19) 1463. El estadio fue denominado Oscar C. Boero.
El 17 de octubre de 2021 se le dio el nombre del máximo ídolo de la institución, pasando a llamarse estadio Juan Pablo Francia. Cuenta con una capacidad de 15.000 espectadores. Se divide en plateas altas (llamada Juan Manuel Aróstegui), plateas bajas y tribunas populares (llamadas Centenario, Bicentenario y Ciudad de San Francisco). Además cuenta con veintidós palcos VIP, con servicio de snack bar, aire acondicionado, televisión HD, baños, butacas individuales con ingreso diferenciado y entrada por ascensor. Además, posee veinte cabinas de transmisión para la prensa. En el mismo predio, por otra parte, se ubica un salón de usos múltiples debajo de la platea Juan Manuel Aróstegui. El campo de juego tiene las siguientes dimensiones: 102 x 75 metros.

## Jugadores

### Plantel 2025
- Actualizado al 2 de julio de 2025

- Los equipos argentinos están limitados a tener un cupo máximo de seis jugadores extranjeros, aunque solo cinco podrán firmar la planilla del partido

#### Altas
| Jugador            | Posición       | Procedencia                    | Tipo                 |
| ------------------ | -------------- | ------------------------------ | -------------------- |
| Invierno           |                |                                |                      |
| Mariano Sagristani | Centrocampista | Flandria                       | Libre                |
| Hernán Brylko      | Delantero      | Güemes de Santiago del Estero  | Libre                |
| Verano             |                |                                |                      |
| Agustín Albano     | Defensa        | Atlético San Jorge             | Libre                |
| Braian Camisassa   | Defensa        | Agropecuario de Carlos Casares | Regresa del préstamo |
| Tomás Nallim       | Defensa        | Atlético Chicoana              | Libre                |
| Tomás Pennesi      | Defensa        | Regatas San Nicolás            | Libre                |
| David Franco       | Centrocampista | Argentino de Monte Maíz        | Libre                |
| Matías Jaime       | Centrocampista | Regatas San Nicolás            | Libre                |
| Lucas Salas        | Centrocampista | Juventud Alianza de San Juan   | Libre                |
| Tomás Attis        | Delantero      | Belgrano de Córdoba            | Préstamo             |
| Enzo Avaro         | Delantero      | San Martín de San Juan         | Regresa del préstamo |
| Alfio Lehmann      | Delantero      | Libertad de Sunchales          | Libre                |
| Jorge Rossi        | Delantero      | Juventud Unida (G)             | Libre                |

#### Bajas
| Jugador           | Posición       | Destino                       | Tipo                  |
| ----------------- | -------------- | ----------------------------- | --------------------- |
| Invierno          |                |                               |                       |
| Agustín Albano    | Defensa        | Agente libre                  | Rescisión de contrato |
| Lucas Salas       | Centrocampista | Agente libre                  | Rescisión de contrato |
| Fernando Márquez  | Delantero      | Retiro                        | Rescisión de contrato |
| Verano            |                |                               |                       |
| Lucas Basualdo    | Defensa        | Atlético Chicoana             | Rescisión de contrato |
| Brian Berlo       | Defensa        | Sarmiento de Resistencia      | Rescisión de contrato |
| Leonardo Felissia | Defensa        | Tristán Suárez                | Fin de contrato       |
| Brian Flores      | Defensa        | Universidad San Martín        | Fin de contrato       |
| Dylan Leiva       | Defensa        | Wilstermann                   | Fin de contrato       |
| Mariano Mauri     | Defensa        | Defensores Unidos             | Rescisión de contrato |
| Tomás Rossi       | Defensa        | Godoy Cruz de Mendoza         | Traspaso              |
| Lucas Algozino    | Centrocampista | Villa Mitre de Bahía Blanca   | Rescisión de contrato |
| Carlos Arriola    | Centrocampista | Sarmiento de Resistencia      | Fin de contrato       |
| Tomás Federico    | Centrocampista | Güemes de Santiago del Estero | Fin de contrato       |
| Braian Ramírez    | Centrocampista | Manta                         | Fin de contrato       |
| Ricardo Tapia     | Centrocampista | San Martín de Formosa         | Fin de contrato       |
| Braian Noriega    | Delantero      | Costa Brava de General Pico   | Rescisión de contrato |
| Nicolás Parodi    | Delantero      | Cipolletti de Río Negro       | Rescisión de contrato |
| Alejandro Toledo  | Delantero      | Defensores Unidos             | Rescisión de contrato |

#### Cesiones
| Jugador         | Posición       | Destino                  | Fin del préstamo |
| --------------- | -------------- | ------------------------ | ---------------- |
| Pedro Bravo     | Guardameta     | Gimnasia y Esgrima (CdU) | 31-12-2025       |
| Mariano Gancedo | Defensa        | Almagro                  | 31-12-2025       |
| Martín Argüello | Centrocampista | Nueva Chicago            | 31-12-2025       |
| Axel Musarella  | Centrocampista | Argentino de Monte Maíz  | 31-12-2025       |

## Datos del club
- Temporadas en Primera División (Liga Profesional de Fútbol Argentino): 0
- Temporadas en Segunda División (ex Primera B Nacional) : 3 (2013/14 - 2014 - 2015)
- Temporadas en Torneo del Interior: 3 (1986/87 - 1987/88 - 1988/89)
- Temporadas en Torneo Argentino A (Federal A): 8 (2009/10 - 2010/11 - 2011/12 - 2012/13 - 2016 - 2016/17 - 2017/18 - 2018/19 - presente)
- Temporadas en Torneo Argentino B (Federal B): 11 (1995/96 - 1997/98 - 1999/00 - 2000/01 - 2002/03 - 2003/04 - 2004/05 - 2005/06 - 2006/07 - 2007/08 - 2008/09)
- Temporadas en Torneo Regional (Federal C): 1 (1969)

## Palmarés

### Torneos nacionales
- Subcampeón de la Tercera División (1): 2012-13.
- Subcampeón de la Cuarta División (1): 2008-09.

### Torneos provinciales
- Primera División de la Liga Cordobesa (5): 1956, 1959, 1968, 1987, 1988, 1994, 1997
- Provincial (1): 1988.

### Torneos nacionales amistosos
- Copa Desafío: 2005 y 2007.
- Copa Desafío Soluciones Diarias: 2009.
- Copa Revancha Hipermercados Anselmi: 2009
- Copa Amistad Ciudad de San Francisco: 2012.

## Rivalidades
Sportivo Belgrano tiene rivalidad con Antártida Argentina (San Francisco) con el que disputa el clásico de la ciudad; con Alumni (Villa María) y Estudiantes (Río Cuarto) clásicos del interior de la provincia y a nivel regional con 9 de Julio (Morteros) con el cual disputó importantes encuentros en torneos de la Liga Regional y de A.F.A.; también tiene rivalidad con equipos de la ciudad de Córdoba  como Talleres, Belgrano, Instituto y Racing pero más con este último ya que con los otros no se enfrentó mucho en los últimos 35 o 40 años por estar en diferentes categorías. Con Talleres entre el 2009 y el 2014 compartió la misma divisional (Argentino A y B Nacional).